# Палата представителей Непала
Палата представителей Непала (непальск. प्रतिनिधि सभा Pratinidhi sabhā) — нижняя палата двухпалатного парламента Непала. Члены палаты представителей избираются системой параллельного голосования и сохраняют своё место на протяжении пяти лет либо пока орган не будет распущен Президентом по предложению Совета министров. Заседания проходят в Международном конференц-центре Непала в Катманду.
В Палате 275 депутатов, 165 из них избираются в одномандатных округах системой относительного большинства, а остальные 110 — пропорциональной избирательной системой, когда избиратели голосуют за политические партии. Обычно состав палаты сохраняется на протяжении пяти лет, однако во время чрезвычайного положения срок полномочий может быть продлён не более чем на один год, согласно федеральному закону.

## История

### Парламент Королевства Непал (1959–1962)
Палата представителей Непала впервые упоминается в конституции Королевства Непал 1959 года, провозглашённой 12 февраля 1959 года: «Учреждается Парламент, состоящий из Его Величества и двух палат, которые будут известны соответственно как Маха Сабха (Сенат) и Пратинидхи Сабха (Палата представителей)».

### Однопалатный парламент (1962–1990)
16 декабря 1962 года была провозглашена новая Конституция, отменяющая Конституцию 1959 года, согласно которой парламент Королевства Непал стал однопалатным.

### Пост-Панчаят (1990–2002)
Палата представителей была воссоздана в соответствии с Конституцией Королевства Непал 1990 года, которая заменила бывшую систему панчаятов двухпалатным парламентом. Она состояла их 205 членов, избираемых непосредственно от одномандатных округов и имела пятилетний срок полномочий, хотя могла быть распущена Королём по рекомендации Премьер-министра.

### Роспуск (2002–2007)
В мае 2002 года во время гражданской войны Палата представителей была распущена королём Гьянендрой по совету тогдашнего премьер-министра Шер Бахадура Деубы с целью проведения новых выборов. Однако поскольку проведение выборов было невозможно из-за продолжающегося вооружённого конфликта, Гьянендра совершил королевский переворот. По окончании войны в 2006 году была восстановлена прежняя законодательная власть. 15 января 2007 года Палата представителей была преобразована во временный законодательный орган. В его состав входили члены, назначенные по соглашению между Альянсом семи партий и Объединённой коммунистической партией Непала (маоистской).

### Федеральный парламент Непала (с 2015 года)
Конституция Непала была разработана 2-м Учредительным собранием. Положение о двухпалатном законодательном органе было повторно принято. Палата представителей стала нижней палатой Федерального парламента Непала, а первые выборы состоялись в 2017 году.

## Требования к членам палаты
Структура и полномочия Парламента описаны в частях 8 и 9 Конституции Королевства Непал. Требования к члену Палаты указаны в статье 87 Конституции, а также в Законе о выборах в Палату представителей 2017 года. Член должен:
- быть гражданином Непала,
- иметь полных двадцать пять лет,
- не иметь судимостей за уголовные преступления,
- соответствовать федеральному закону,
- не иметь бизнес.

Кроме того, ни один депутат не может быть одновременно членом Палаты представителей и Национального собрания.